# 紅海航空
紅海航空是一間以結業的國內(厄立特里亞)航空公司，於1988年成立，但於2000年結業。有厄立特里亞航空雍有40%控制權。紅海航空只有一架飛機：BAC 1-11。

## 基本資料
- IATA: 7R
- ICAO: ERS
- 呼號: Eritrean Redsea

## 外部連結
- 紅海航空的飛機圖片 （页面存档备份，存于）